# Leher Heerstraße

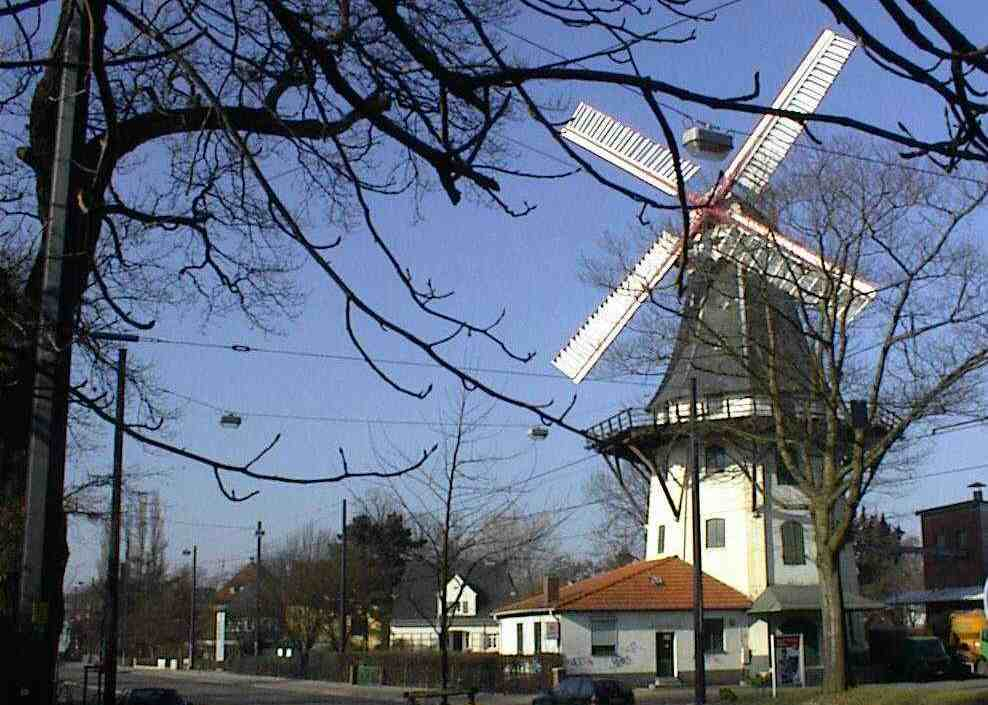
Nr. 98: Horner (Leher) Mühle

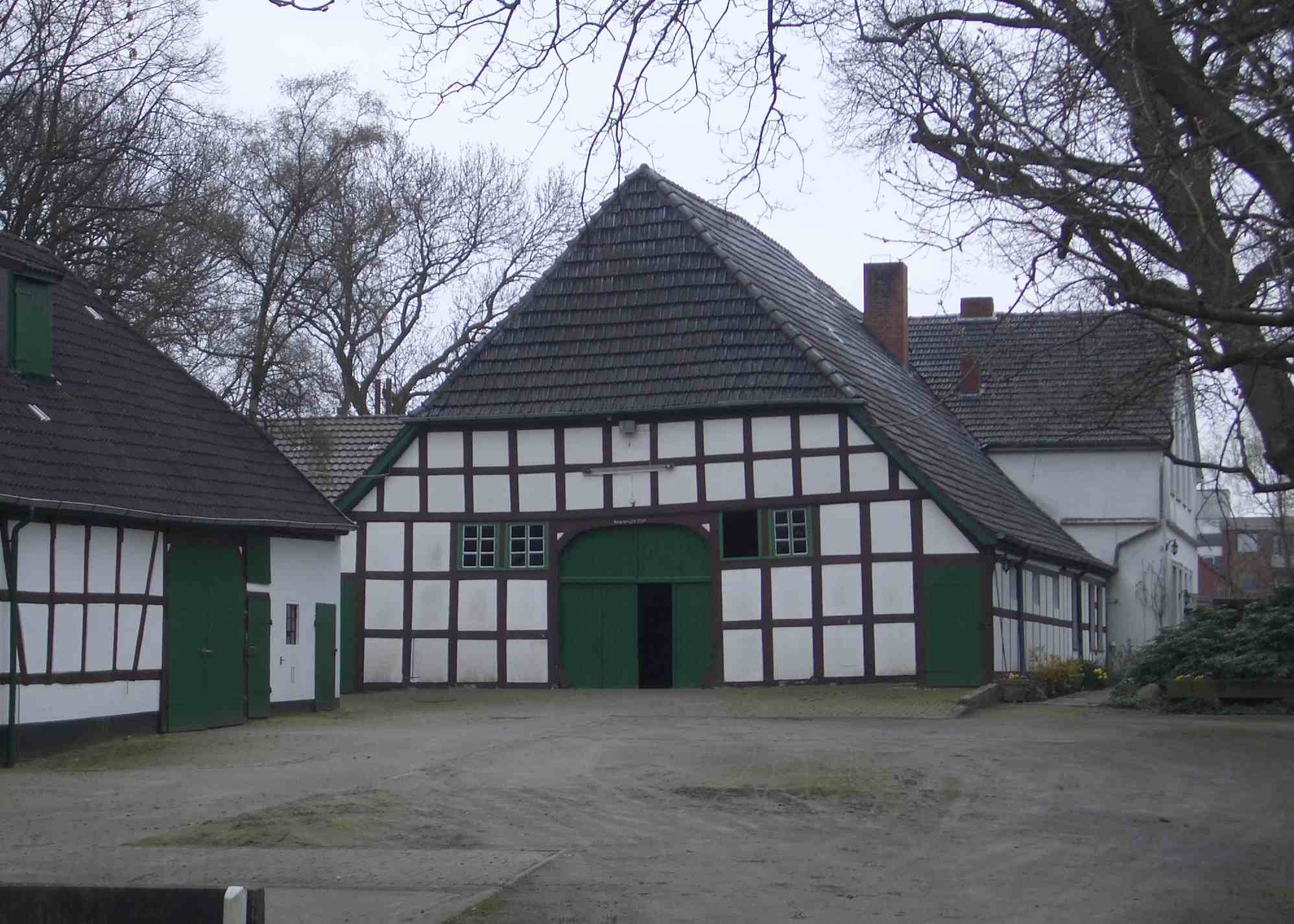
Nr. 99: Bauernhaus

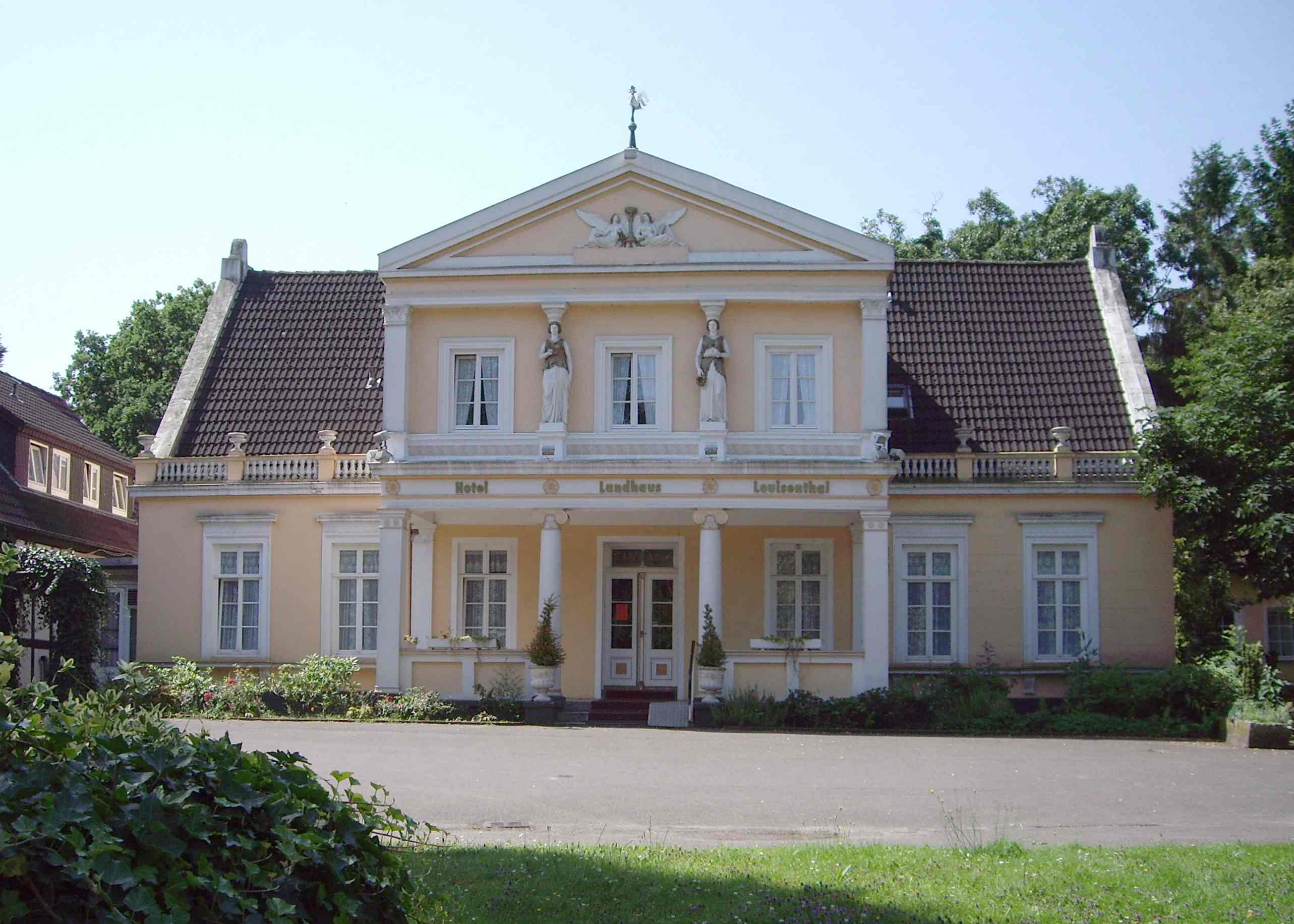
Nr. 105: Landhaus Louisenthal

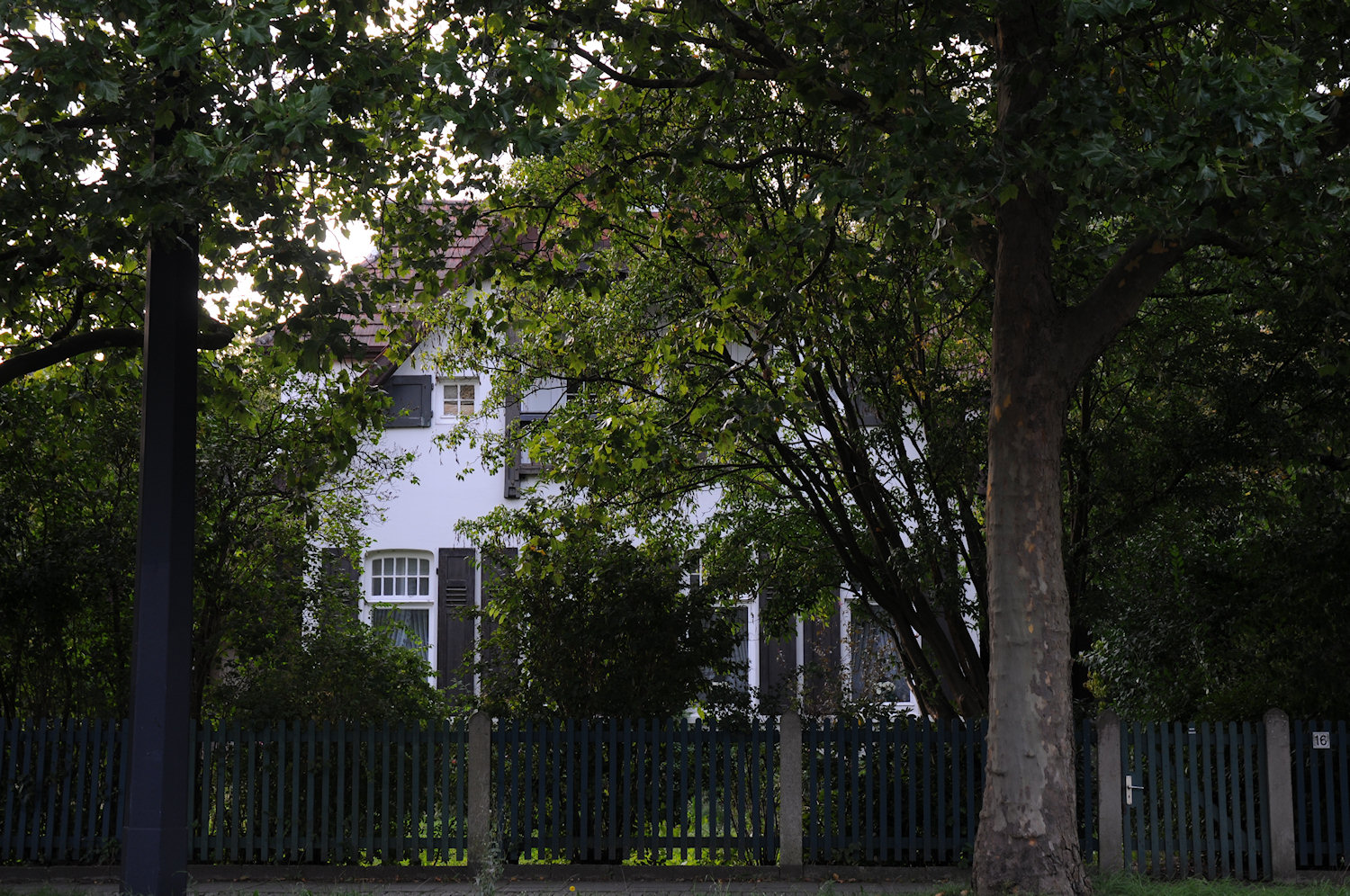
Nr. 16: Haus Bätjer

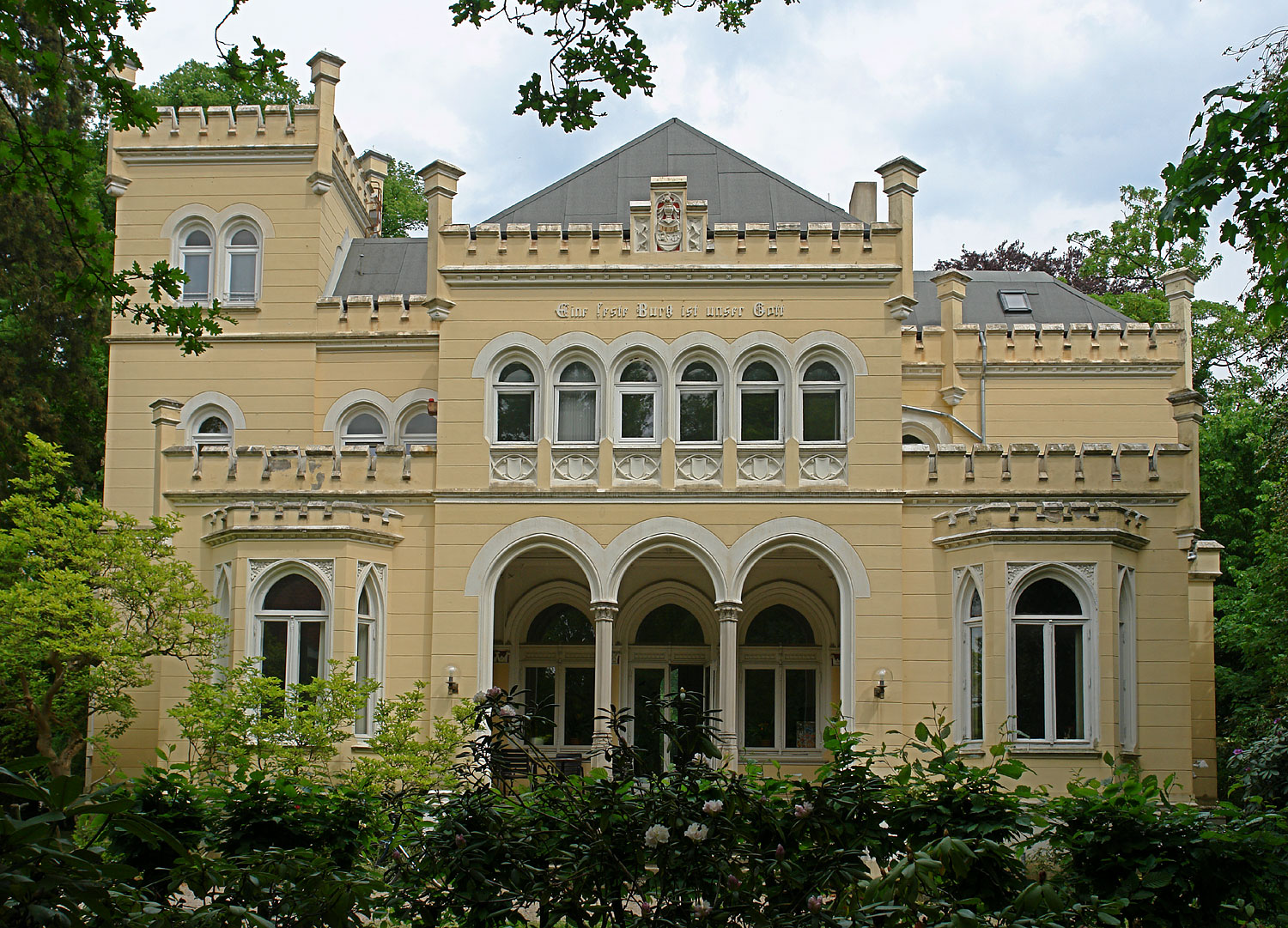
Nr. 194: Villa Leupold

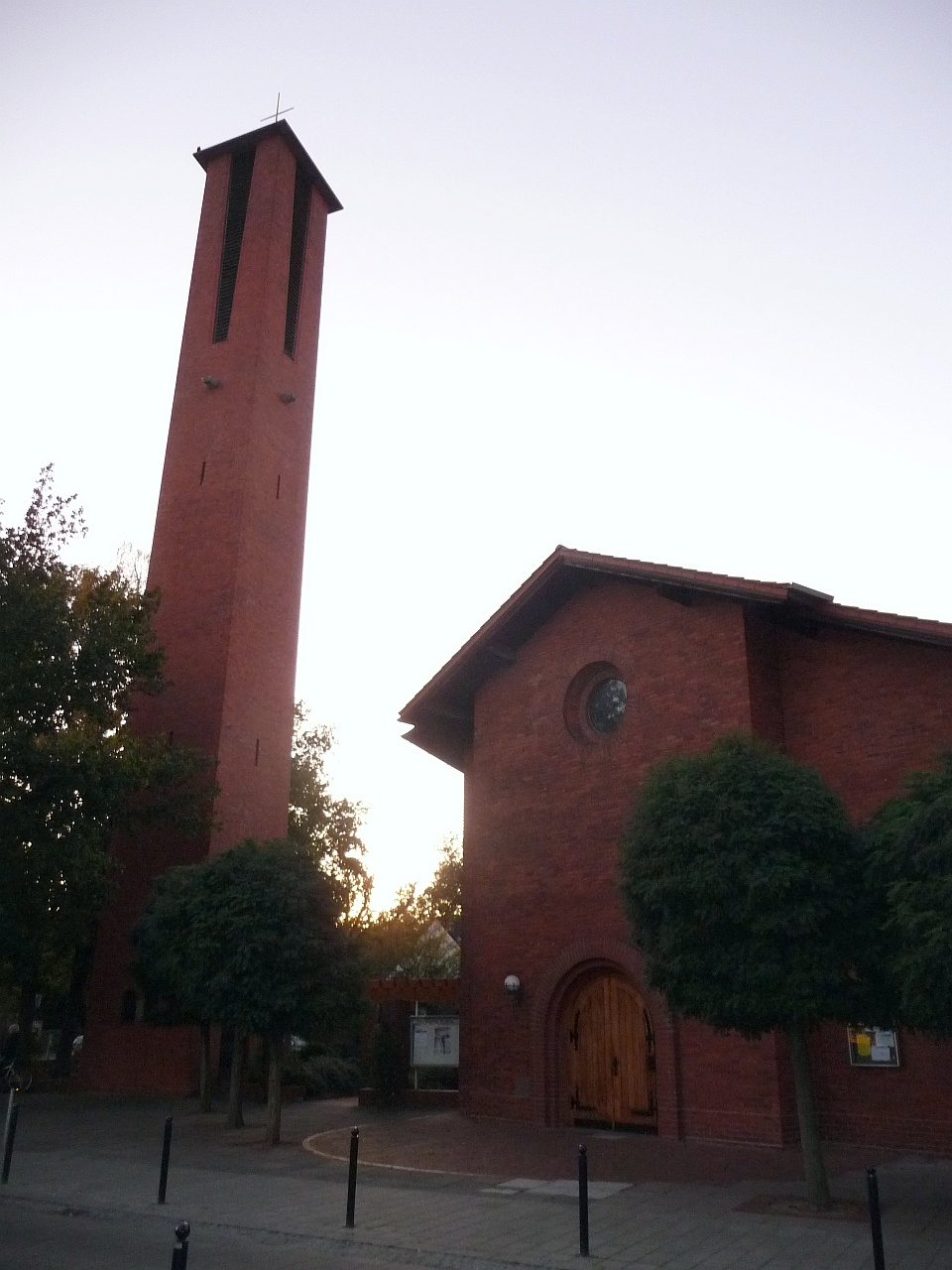
St-Georg-Kirche

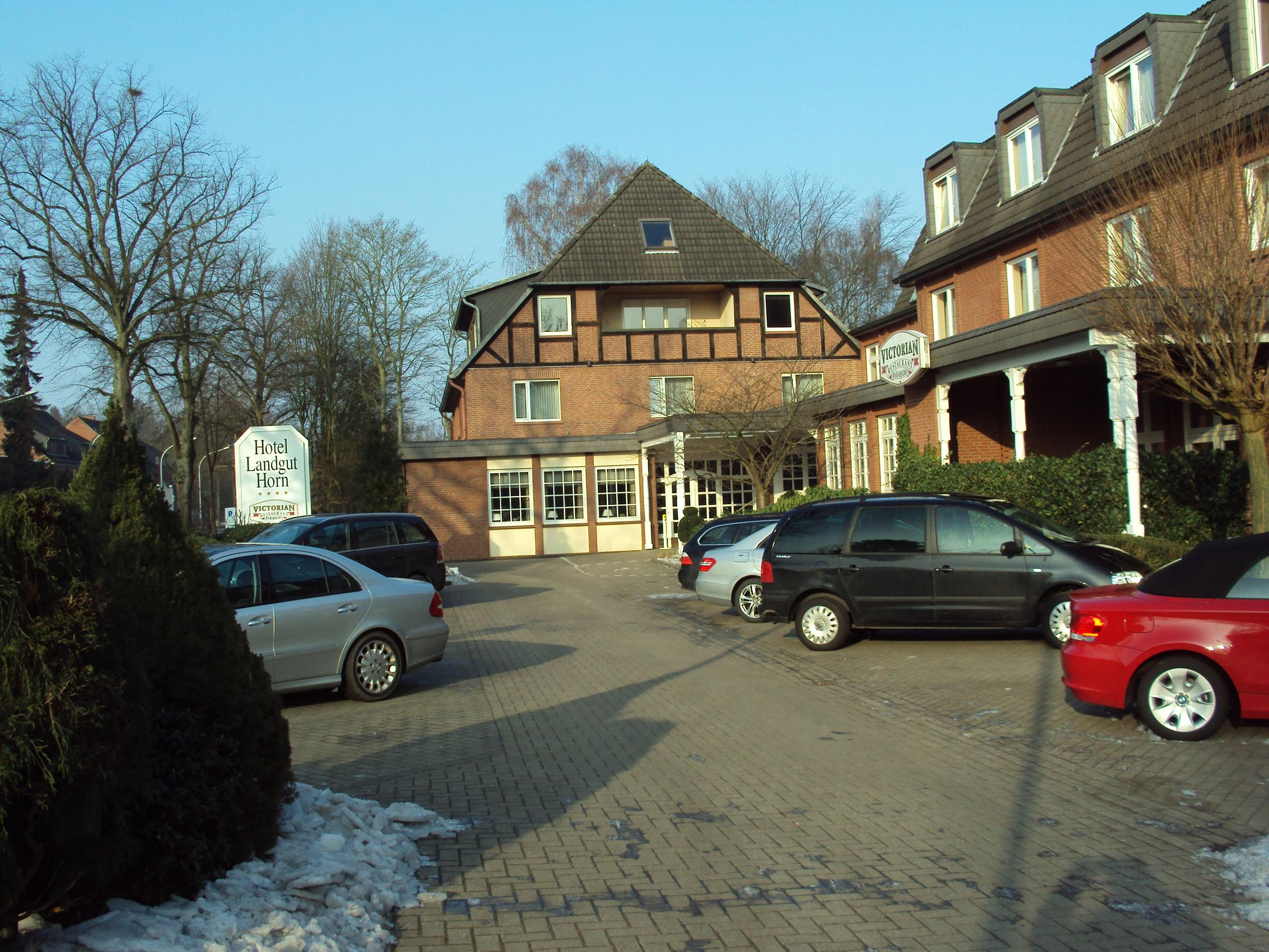
Nr. 140: Hotel Landgut Horn

Die Leher Heerstraße ist eine historische Straße im Bremer Stadtteil Horn-Lehe, Ortsteil Lehe. Sie führt von der Horner Heerstraße bis zur Oberneulander Heerstraße. Sie wird von der Lilienthaler Heerstraße in zwei Teilbereiche gegliedert.
Die Querstraßen wurden benannt als Berckstraße nach Hermann Berck (1740–1816), Kaufmann und Ratsherr/Senator, Riensberger Straße nach dem Ortsteil Riensberg, Am Herzogenkamp nach der Landgutsfamilie Hertoghe, Luisental nach einem früheren Landhaus, Vorstraße, eine der ältesten Straßen, Ledaweg nach Leda als älteste (1187) Namensform für Lehe, Am Brahmkamp nach einer Flur (Kamp) Brahm = Ginster, Im Leher Feld als Flurbezeichnung, Schönauenstraße, nach einer Flur, Sine-Wessels-Straße nach Sine Wessels (1877–1943), Schauspielerin der plattdeutschen Sprache, Schorf nach dem Gut zum Schorf aus dem 13. Jahrhundert, Am Rüten nach einer Flurbezeichnung, die eine Gemeinheit (Allmende) in Oberneuland war Uppe Angst als volkstümliche Bezeichnung auf Grund einer früheren Richtstätte; ansonsten siehe beim Link zu den Straßen.

## Geschichte

### Name
Die  Leher Heerstraße wurde benannt nach dem Ortsteil Lehe, 1185 zuerst urkundlich erwähnt. Lehe steht allgemein für das althochdeutsche Wort Lieth (Lee oder Le), was so viel bedeutet wie Hügel oder Höhenausläufer, worunter eiszeitliche Geestrücken zu verstehen sind. Der Name Lehe kann sich auch auf das niederdeutsche Wort Leda (leiten oder führen) beziehen. 
In Bremen und Umzu wurden in der Franzosenzeit um 1812 viele Militärstraßen gebaut und 1915/16 als Heerstraße benannt. Die Leher Heerstraße trägt diesen Namen seit 1916.

### Entwicklung
Lehe war als Dorf aus dem 12. Jahrhundert bekannt und gehörte noch zur Vogtei Langwedel, dann zum Goh Hollerland. Das Gut Schorf (Scorwe) wurde 1229 erwähnt. Auf der mittelalterlichen Richtstätte bei der Querstraße Uppe Angst fand 1698 die letzte Hinrichtung statt.
Bis zur Mitte des 19. Jahrhunderts wurden die Straße und die Umgebung  noch durch die Bauernhöfe und die Landgüter geprägt.

Von 1811 bis 1815 erhielt Lehe (≈300 Einwohner) während der französischen Besatzung als Teil der Mairie Borgfeld erstmals kommunale Selbständigkeit.
Im 19. Jahrhundert, um 1816–1819, wurde die Leher Heerstraße als Militärstraße gepflastert und ausgebaut.

1855 hatte Horn-Lehe 805 Einwohner (2009: 8212 Einwohner).

1871/1888 wurden Horn und Lehe zusammengelegt und 1921 Horn und südliche Teile von Lehe nach Bremen eingemeindet.
Bis 1974 baute die Oberpostdirektion an der Leher Heerstraße ein Berufsbildungszentrum. Heute (2017) befinden sich auf dem Gelände Wohnbebauung und ein Einkaufszentrum, erschlossen durch die neue Gerold-Janssen-Straße und die Paul-Großmann-Straße.

### Verkehr
Auf der Straße verkehrt seit 1998 die Linie 4 der Straßenbahn Bremen, die am Leher Kreisel, der dabei in eine Kreuzung mit integrierter Bahn-Wendeschleife umgewandelt wurde, auf der Lilienthaler Heerstraße weiter nach Norden abzweigt.
Auf voller Länge wird die Straße von den Buslinien 33 und 34 befahren.
In das Umland fahren die Buslinien 630 (nach Lilienthal, Zeven und Heeslingen) und 670 (nach Worpswede).

## Gebäude und Anlagen
An der Leher Heerstraße befinden sich ein- bis viergeschossige Gebäude, die zumeist Wohnhäuser sind, und in den zentralen Bereichen Geschäftshäuser.

### Baudenkmale
- Nr. 16: eingeschossiges Landhaus Haus Bätjer von 1904 nach Plänen von Hugo Wagner im Reformstil für Albert Bätjer gebaut
- Nr. 98: Horner Mühle, Galerieholländer-Windmühle von 1849
- Nr. 105: zweigeschossiges klassizistisches Landhaus Louisenthal (auch Landhaus Möller) von um 1815 gebaut für  Bürgermeister Georg Gröning, seit 2014 Ortsamt Hornlehe
- Nr. 194: zwei- und dreigeschossiges historisierendes Wohnhaus Villa Leupold mit Mittelrisalit von 1872 nach Plänen von Johann Georg Poppe für den Kaufmann Konsul Hermann Leupold gebaut; 1903/1908 als Villa Eichenhorst genannt.

### Weitere erwähnenswerte Gebäude und Anlagen
- Bahnbrücke der Bahnstrecke Bremen–Hamburg
- Nr. 17/21: drei- und viergeschossige Wohnanlage Horn-Lehe (Studentenwohnheim)
- Ecke Vorstraße/Ledaweg: katholische St. Georg Gemeinde von 1959 nach Plänen von Ludger Sunder-Plassmann.
- Nr. 23: Nach 1919 Wohnhaus von Vizeadmiral der kaiserlichen Marine Wilhelm Souchon, der von 1914 bis 1917 Oberbefehlshaber der osmanischen Marine und der bulgarischen Kriegsmarine war. Heute: 4-gesch. Wohn- und Geschäftshaus
- Nr. 51: Früher „Lampenladen“ von Henry Grohnfeldt
- Nr. 66: viergeschossiges Augenzentrum und Bürogebäude aus den 2000er-Jahren
- Nr. 76: zweigeschossiges Wohnhaus von 1908; hier wohnte in den 1960er-Jahren u. a. Karl Haberjahn (1886–19??), Gründer der Gesellschaft der Zirkusfreunde
- Nr. 97/99: eingeschossiges Bauernhaus Wedermann als Fachwerkbau
- Nr. 107: Früherer Bölken-Hof des Landwirtes und Senators Andree Bölken; heute Einkaufszentrum und Wohnbebauung
- Nr. 110: dreigeschossiges Wohnhaus
- Nr. 111: achtgeschossige Wohnhochhausanlage, davor stand hier der Senator-Bölken-Hof, an den ein Restaurant erinnert(e).
- Nr. 115/117: achtgeschossige Wohnhochhausanlage
- Autobahnbrücke der Autobahn A 27 Cuxhaven – Autobahndreieck Walsrode
- Ecke Wilhelm-Röntgen-Straße: zweigeschossiges Einkaufszentrum
- Nr. 125: Hier stand ein zweigeschossiges Fachwerkhaus, Abriss 1996.
- Nr. 127: Hier stand früher das Wohnhaus vom Bildhauer Ernst Gorsemann.
- Nr. 139: eingeschossiges Dienstleistungszentrum mit u. a. dem Johanniterhaus Bremen
- Nr. 140: ein- und zweigeschossiges Hotel Landgut Horn
- Nr. 182: zweigeschossiges Wohnhaus

### Denkmale, Gedenktafeln
- Nr. 127: Hier stand oder steht (?) ein Duplikat vom Berliner Bär von Ernst Gorsemann; das Original steht seit 1955 in den Bremer Wallanlagen
- Stolpersteine für die Opfer des Nationalsozialismus gemäß der Liste der Stolpersteine in Bremen:
  - Nr. 227: für Charles Hofrichter (1867–1943), ermordet